# Drapeau de la Dalmatie
 (octobre 2024).
Si vous disposez d'ouvrages ou d'articles de référence ou si vous connaissez des sites web de qualité traitant du thème abordé ici, merci de compléter l'article en donnant les références utiles à sa vérifiabilité et en les liant à la section « Notes et références ».

Drapeau de la Dalmatie

Le drapeau de la Dalmatie, région historique littorale des Balkans, le long de la mer Adriatique, aujourd'hui partagée entre la Croatie, le Monténégro et l'Herzégovine, se composait de deux bandes horizontales identiques bleues et jaunes. Comme le drapeau croate, il tire ses racines modernes de la période de l'empire autrichien, plus précisément du royaume de Dalmatie. Le blason de la Dalmatie - bleu avec trois têtes de léopard  couronnées d'or - n'est pas utilisé ; le drapeau est un simple bicolore jaune sur bleu sans aucun emblème, comme c'était la coutume des "landesfarben" autrichiens. Les armoiries y étaient peut-être parfois gravées, mais c'était loin d'être officiel.
Le drapeau bicolore de la Dalmatie a été conçu en 1802 et fabriqué pour la première fois en 1803. Le drapeau est officiellement utilisé comme drapeau du Royaume de Dalmatie depuis 1822, date à laquelle il a été accepté par le Conseil royal de Zadar. Après 1918. il n'y avait pas de région administrative de la Dalmatie, et aucun drapeau n'a été utilisé. Les comtés dalmates de la Croatie d'aujourd'hui héritent des couleurs bleu et jaune, mais personne n'a le droit de «revendiquer» l'intégralité des armoiries historiques de la Dalmatie. Les armoiries sont, en revanche, incluses dans les armoiries et le drapeau croates.
Cependant, principalement comme souvenirs, les bannières d'armes de Dalmatie étaient parfois utilisées, et parfois des groupes italiens ayant des prétentions sur la Dalmatie, ou ceux qui ont quitté la Dalmatie après la Seconde Guerre mondiale, ont utilisé de tels drapeaux au cours des 50 dernières années - toujours de manière officieuse. Une version alternative du drapeau, mettant en vedette le bleu céleste au lieu de l'azur, est presque impossible à distinguer du drapeau moderne de l'Ukraine, bien qu'il n'y ait aucun lien entre les deux.